# Дюссельдорф-Карлштадт
Карлштадт (нем. Carlstadt) — административный район в городе Дюссельдорф (Германия, федеральная земля Северный Рейн-Вестфалия). Расположен в центральной части города. Район входит в I-й административный округ Дюссельдорфа.

На севере Карлштадт граничит с районом Альтштадт, на востоке — с районом Штадтмитте, на юге — с районом Унтербильк. С западной стороны естественной границей Карлштадта является река Рейн. Мост Рейнкни соединяет Карлштадт с районом Оберкассель.

Имея площадь 0,46 км² Карлштадт является самым маленьким районом Дюссельдорфа.

## История

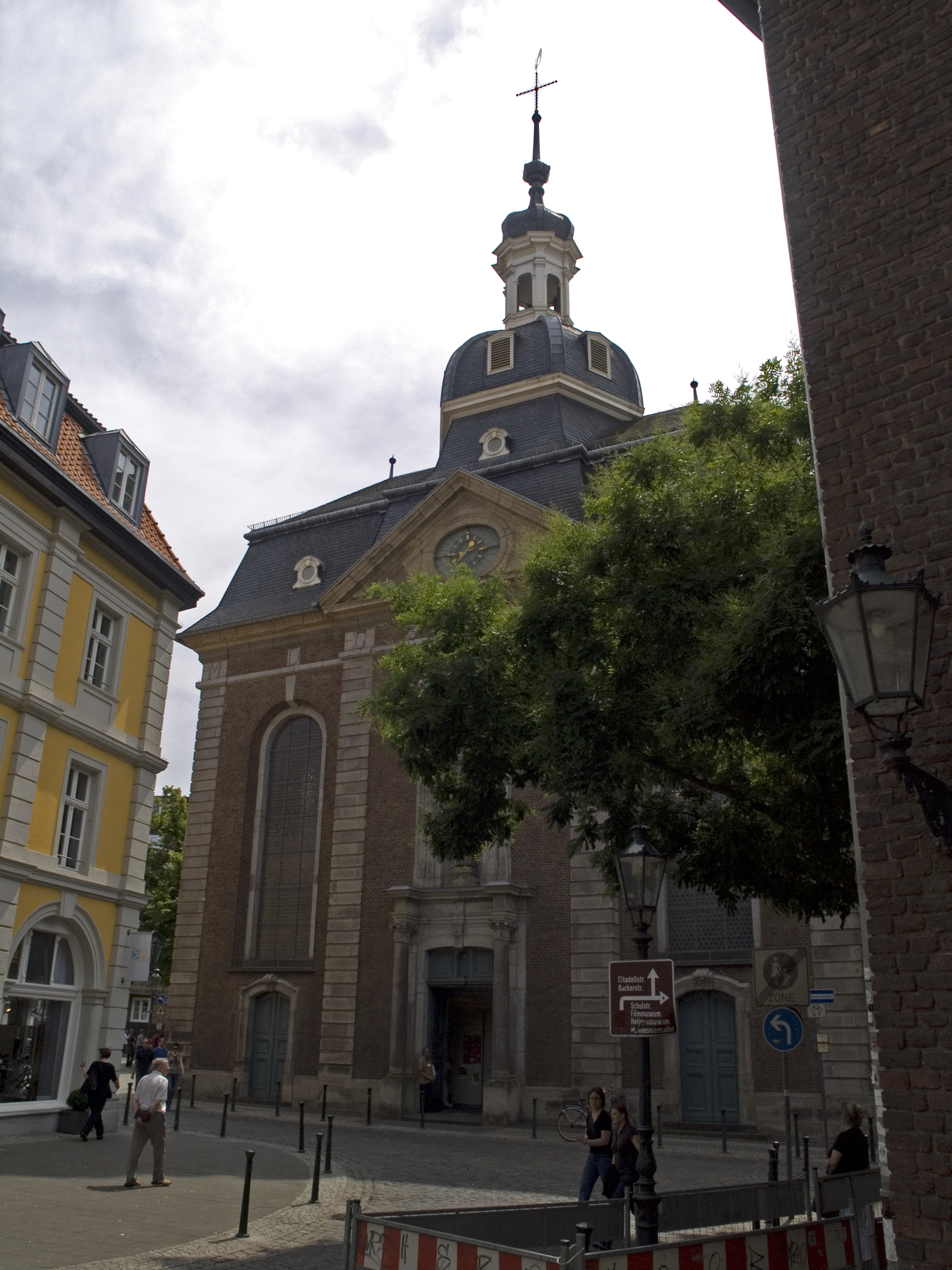
Церковь Святого Максимилиана

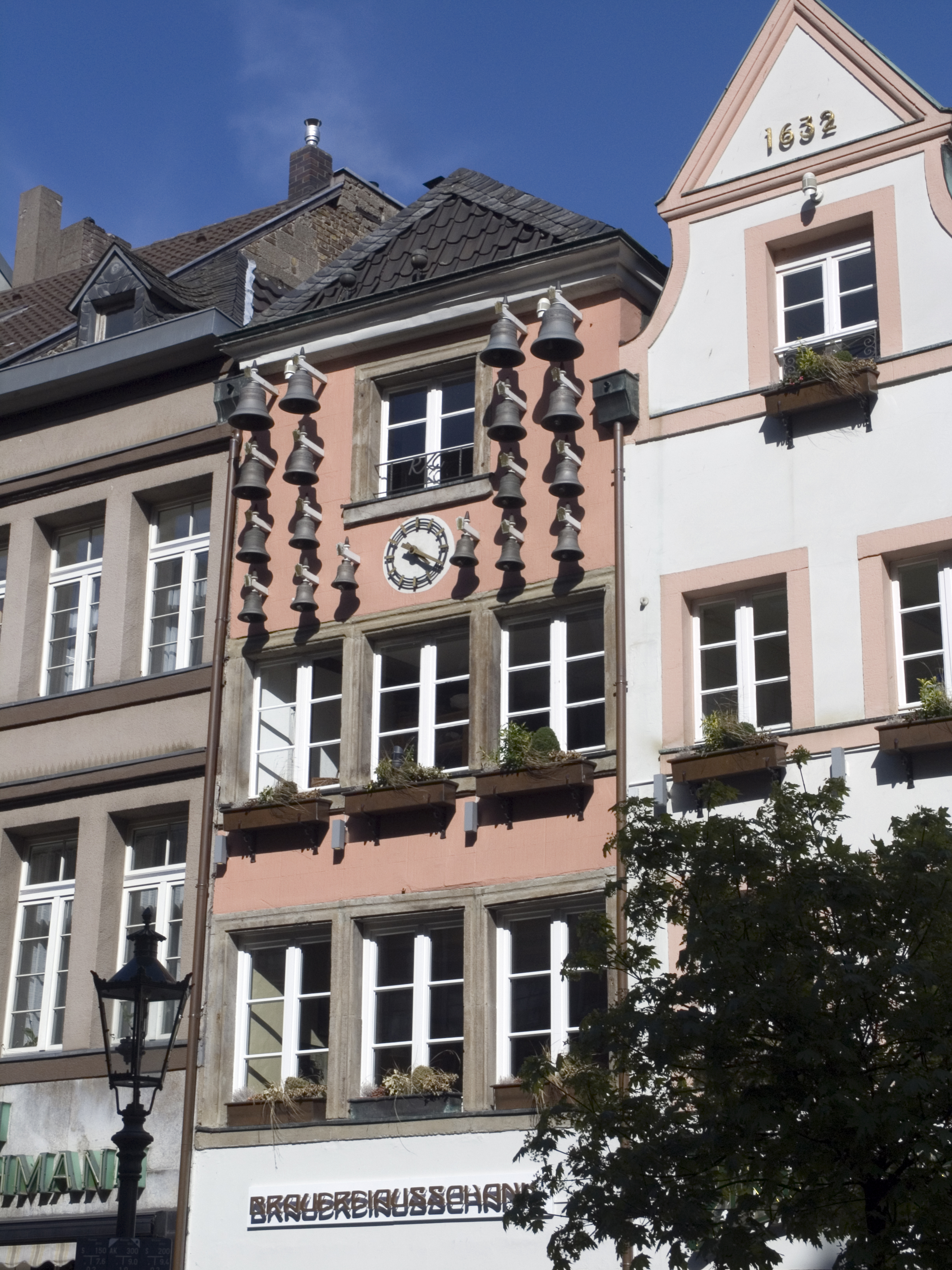
На улице Marktstraße

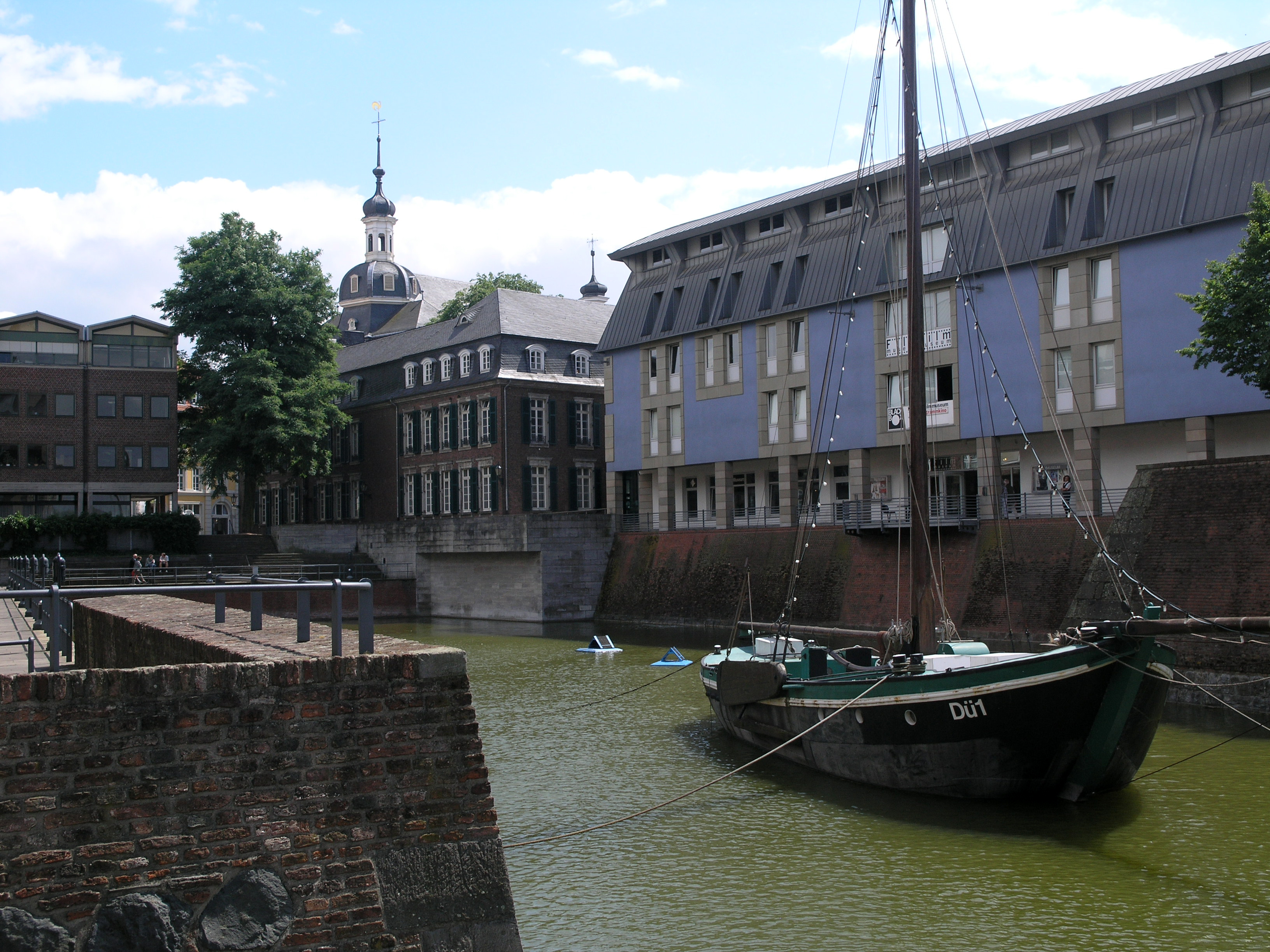
Старая гавань

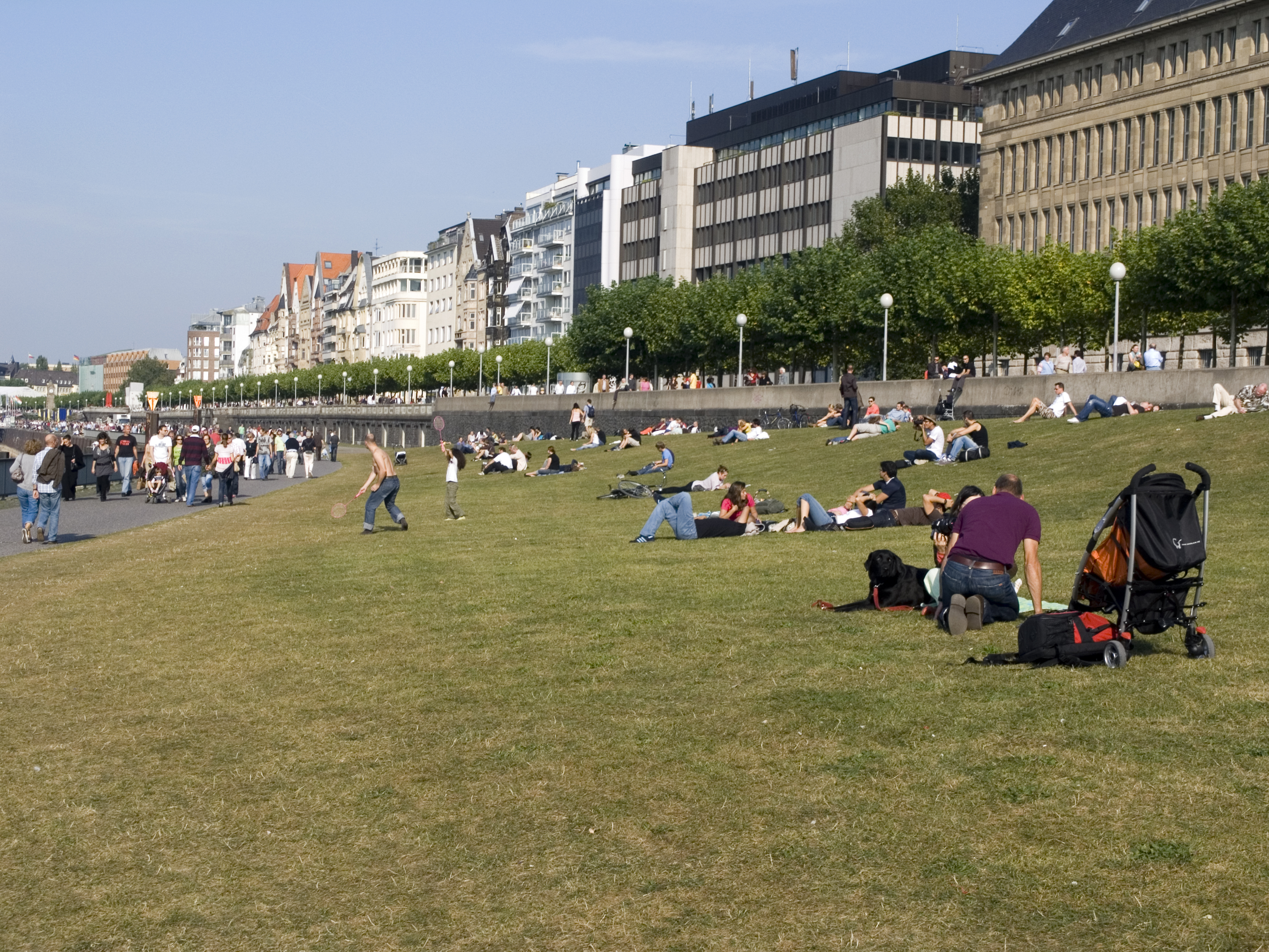
Набережная Маннесманн в Карлштадте

Территория Карлштадта лежит к югу от бывших городских стен Дюссельдорфа и начала застраиваться в середине XVI века. Примерно с середины XVIII века население Дюссельдорфа сильно возрастает и во время Семилетней войны городские укрепления расширяются с южной стороны. Старые укрепления были демонтированы в 1784—1787 годах.

В сентябре 1787 года были опубликованы планы застройки южной части города. Эта территория получает наименование Карлштадт — город Карла — по имени курфюрста Пфальца Карла IV Теодора. Для застройщиков Карлштадта были предусмотрены большие налоговые льготы, поэтому уже к 1790 году в Карлштадте появляется плотная городская застройка. О богатстве городской застройки Карлштадта можно судить по сохранившимся домам Нессельроде (de:Palais Nesselrode), Виттгенштайна (de:Palais Wittgenstein (Düsseldorf)) и Шпее (de:Stadtmuseum Landeshauptstadt Düsseldorf#Architektur). На площади Карла действует еженедельный базар.

## Современность
На сегодняшний день Карлштадт является одним из самых популярных среди туристов районов Дюссельдорфа. Район изобилует антикварными и ювелирными магазинами. Однако, при этом на улицах Карлштадта царит гораздо более спокойная атмосфера, чем на улицах соседствующего с ним старого города.

В Карлштадте находится целый ряд музеев, театров и институтов, таких как институт Генриха Гейне (de:Heinrich-Heine-Institut), музей керамики (de:Hetjens-Museum), музей кино (de:Filmmuseum Düsseldorf), городской музей Дюссельдорфа (de:Stadtmuseum Landeshauptstadt Düsseldorf), театр марионеток (de:Düsseldorfer Marionetten-Theater), дом-музей Клары и Роберта Шуман.

Самыми значимыми архитектурными сооружениями Карлштадта являются церковь святого Максимилиана и здания компании Mannesmann AG.

## Транспорт
В Карлштадте будет находиться станция Benrather Straße Дюссельдорфского скоростного трамвая. Срок открытия станции — 2015 год.